# Кульбацький Валентин Валентинович
Валентин Валентинович Кульбацький (5 вересня 1974) — український та російський легкоатлет, фахівець із бігу на короткі дистанції. Виступав на професійному рівні в 1993—2000 роках, чемпіон України з бігу на 400 метрів, переможець і призер першостей всеросійського значення, учасник низки великих міжнародних стартів, у тому числі чемпіонату світу в Севільї. На всеросійських стартах представляв Москву.

## Біографія
Валентин Кульбацький народився 5 вересня 1974 року.
Першого серйозного успіху на міжнародному рівні досяг у сезоні 1993 року, коли увійшов до складу української збірної та виступив на юніорській європейській першості в Сан-Себастьяні, де завоював бронзові нагороди у бігу на 400 метрів та в естафеті 4×100.
Бувши студентом, 1995 року представляв Україну на Всесвітній Універсіаді у Фукуоці — тут у фіналі 400-метрової дисципліни фінішував четвертим.
У 1996 році в бігу на 400 метрів здобув перемогу на міжнародному турнірі Maebashi Green Dome Games у Маебасі, став п'ятим на турнірі «Російська зима» у Москві, четвертим на Кубку Європи в Мадриді, перевершив усіх суперників на чемпіонаті України в Києві та на міжнародному турнірі Lisbon Santo Antonio в Лісабоні.
У 1997 році на тій же дистанції виграв зимовий чемпіонат України у Запоріжжі, виступив на чемпіонаті світу у приміщенні у Парижі.
В 1998 змінив спортивне громадянство, почав виступати за Москву на різних всеросійських стартах, увійшов до складу російської національної збірної. Проходив підготовку під керівництвом заслуженого тренера СРСР та Росії Якова Ісааковича Єльянова.
У 1999 році в бігу на 400 метрів виграв чемпіонат Москви, отримав срібло на чемпіонаті Росії у Тулі. Завдяки низці вдалих виступів удостоївся права представляти російську збірну на чемпіонаті світу в Севільї — разом зі співвітчизниками Дмитром Головастовим, Данилом Шекіним та Андрієм Семеновим зайняв у фіналі естафети 4×400 метрів п'яте місце.
2000 року в бігу на 300 метрів переміг на Різдвяному кубку в Москві. Після закінчення сезону завершив спортивну кар'єру.